# Jonathan Cafú
Pour les articles homonymes, voir Barbosa et Cafu (homonymie).
Jonathan Renato Barbosa, plus couramment appelé Jonathan Cafú, est un footballeur brésilien né le 10 juillet 1991 à Piracicaba. Il joue au poste d'ailier droit au sein du Botafogo-SP.

## Biographie

### Carrière en club

#### Desportivo Brasil (2009-2011)
Jonathan Cafú est formé au club de Rio Claro FC. Il commence sa carrière avec le club du Desportivo Brasil, où il joue régulièrement.

#### Boavista (2011)
En 2011, Cafú signe avec le club du Boavista SC, mais ne joue qu'un seul match. 

#### XV de Piracicaba (2012-2014)
En 2012, il rejoint le club du XV de Piracicaba, puis en 2013 il est prêté au club du Capivariano FC. 

#### Ponte Preta (2014)
En avril 2014, Cafú rejoint un club de Serie B brésilienne, Ponte Preta. Il fait ses débuts le 21 mai contre Vila Nova. Il finit la saison avec 32 matchs joués et un total de 6 buts marqués.

#### São Paulo (2015)
Le 15 janvier 2015, il signe un contrat de 3 ans avec le club de São Paulo. Le transfert est évalué à trois millions d'euros.

#### Ludogorets Razgrad (2015-2017)
Après quelques mois passés à São Paulo, Cafú signe avec le club bulgare du Ludogorets Razgrad, en juillet 2015, pour une somme de 1,8 million d'euros.

#### Girondins de Bordeaux (depuis 2017)
En août 2017, le joueur s'engage avec les Girondins de Bordeaux jusqu’en juin 2021. 

#### Prêt à l'Étoile rouge de Belgrade
Le 10 août 2018, il est prêté à l'Étoile rouge de Belgrade.

#### SC Corinthians (depuis 2020)
Le 9 septembre 2020, il retourne au Brésil après cinq années passées à l'étranger, et s'engage pour trois saisons en faveur du SC Corinthians.

## Statistiques
| Saison                | Club                            | Championnat           | Championnat | Championnat | Coupe nationale | Coupe nationale | Coupe de la Ligue | Coupe de la Ligue | Supercoupe | Supercoupe | Compétition(s) continentale(s) | Compétition(s) continentale(s) | Compétition(s) continentale(s) | Total | Total |
| Saison                | Club                            | Division              | M.          | B.          | M.              | B.              | M.                | B.                | M.         | B.         | Comp.                          | M.                             | B.                             | M.    | B.    |
| 2014                  | Ponte Preta                     | Serie B               | 32          | 6           | 1               | 1               | -                 | -                 | -          | -          | -                              | -                              | -                              | 33    | 7     |
| Sous-total            | Sous-total                      | Sous-total            | 32          | 6           | 1               | 1               | -                 | -                 | -          | -          | -                              | -                              | -                              | 33    | 7     |
| 2015                  | São Paulo                       | Serie A               | 2           | 0           | 9               | 0               | -                 | -                 | -          | -          | -                              | 1                              | 1                              | 12    | 1     |
| Sous-total            | Sous-total                      | Sous-total            | 2           | 0           | 9               | 0               | -                 | -                 | -          | -          | -                              | 1                              | 1                              | 12    | 1     |
| 2015-2016             | Ludogorets Razgrad              | Parva Liga            | 24          | 8           | 2               | 0               | -                 | -                 | -          | -          | -                              | -                              | -                              | 26    | 8     |
| 2016-2017             | Ludogorets Razgrad              | Parva Liga            | 30          | 10          | 2               | 0               | -                 | -                 | -          | -          | C1+C3                          | 12+2                           | 4                              | 46    | 14    |
| 2017-2018             | Ludogorets Razgrad              | Parva Liga            | 1           | 0           | -               | -               | -                 | -                 | -          | -          | C1                             | 4                              | 0                              | 5     | 0     |
| Sous-total            | Sous-total                      | Sous-total            | 55          | 18          | 4               | 0               | -                 | -                 | -          | -          | -                              | 18                             | 4                              | 77    | 22    |
| 2017-2018             | Girondins de Bordeaux           | Ligue 1               | 19          | 2           | -               | -               | 1                 | 0                 | -          | -          | C3                             | -                              | -                              | 20    | 2     |
| Sous-total            | Sous-total                      | Sous-total            | 19          | 2           | -               | -               | 1                 | 0                 | -          | -          | -                              | -                              | -                              | 20    | 2     |
| 2018-2019             | Étoile rouge de Belgrade (prêt) | SuperLiga             | 7           | 2           | 1               | 0               | -                 | -                 | -          | -          | C1                             | 1                              | 0                              | 9     | 2     |
| Sous-total            | Sous-total                      | Sous-total            | 7           | 2           | 1               | 0               | -                 | -                 | -          | -          | -                              | 1                              | 0                              | 9     | 2     |
| 2019-2020             | Girondins de Bordeaux           | Ligue 1               | 2           | 0           | -               | -               | -                 | -                 | -          | -          | -                              | -                              | -                              | 2     | 0     |
| Sous-total            | Sous-total                      | Sous-total            | 2           | 0           | -               | -               | -                 | -                 | -          | -          | -                              | -                              | -                              | 2     | 0     |
| Total sur la carrière | Total sur la carrière           | Total sur la carrière | 117         | 28          | 15              | 1               | 1                 | 0                 | -          | -          | -                              | 20                             | 5                              | 153   | 34    |

## Palmarès
- Ludogorets Razgrad
  - Champion de Bulgarie en 2016, 2017 et 2018
  - Finaliste de la Coupe de Bulgarie en 2017 (en)

- Étoile rouge de Belgrade
  - Champion de Serbie en 2019